# Phelsuma gigas
Phelsuma gigas är en ödleart som beskrevs av  Élizé Liénard 1842. Phelsuma gigas ingår i släktet Phelsuma och familjen geckoödlor. IUCN kategoriserar arten globalt som utdöd. Inga underarter finns listade i Catalogue of Life.